# Гербах
Гербах (нім. Gerbach) — громада в Німеччині, розташована в землі Рейнланд-Пфальц. Входить до складу району Доннерсберг. Складова частина об'єднання громад Роккенгаузен.
Площа — 7,32 км2. Населення становить 523 ос. (станом на 31 грудня 2020).